# Goniaeolididae
Goniaeolididae är en familj av snäckor. Goniaeolididae ingår i ordningen nakensnäckor, klassen snäckor, fylumet blötdjur och riket djur.
Familjen innehåller bara släktet Gonieolis.